# Zvonimir Kunek
Zvonimir Kunek ( - Box Hill, Victoria, Australija, 6. srpnja 2005.),/hrvatski publicist, politički aktivist, brat Ante Kuneka, hrvatskog političkog aktivista u Australiji

## Životopis
Otac im je spašavao Židove u Sarajevu, gdje je bio rođen i odrastao, pa je imao prijatelja Židova, koji su ih posjećivali u njihovom sarajevskom domu. Kad je jeseni 1942. Gestapo počeo kupiti Židove po Sarajevu, otac je skupa s Hrvatima željezničarima, čiji su sinovi već bili u Crnoj legiji Jure Francetića, tajno u Dubrovnik teretnim vagonima prebacili Židove u Dubrovnik, gdje su bili pod zaštitom Talijana. 
Jeseni 1945. godine jugokomunisti su proglasili prve slobodne izbore s uputom da svatko može postaviti svoga zastupnika, ako se za njega sa svojim potpisom potpiše trideset građana. Na njima je Zvonimir Kunek surađivao s udovicom Stjepana Radića Marijom Radić. Ona je povela i okupila pristaše HSS-a u Zagrebu i tiskala glasilo HSS-a naslova Narodni val koje je bilo samo na četirima stranicama. Tiskala je samo prvo izdanje. Već na drugom koraku sabotira ju UDBA, koja je tiskala lažno drugo izdanje, istog naslova, ali protiv Marije Radić. Međutim, studenti nisu nasjeli. Studenti na Pravnom i Tehničkom fakultetu u Zagrebu, dali su šezdeset potpisa za dvojicu njihovih kandidata za listu HSS-a. Kunek je kao student Tehničkog fakulteta dao je svoj potpis za njihovog predstavnika HSS-a na Tehničkom fakultetu. HSS je u ratu predstavljao jednako veliku opasnost i ustašama i partizanima. Tako je ostalo i poslije rata, a znakovito je kako su komunisti nakon rata pomno tražili zadnjeg njemačkog časnika, dok poglavnika Pavelića, koji se kretao po cijelom svijetu, nitko ozbiljno nije hvatao. Zvonimir Kunek bio je aktivan u HSS-u. UDBA je polovila i Kunka i Mariju Radić i cijelu tu skupinu od njih dvadeset i sve ih osudila. Kunek je dobio četiri godine Lepoglave, a 12 godina dobio je vođa skupine ing. Maček.
Radio je kao inženjer geodezije i gradio je hidroelektranu Peruča. Iz Jugoslavije je emigrirao u inozemstvo otišao poprilično kasno u usporedbi s drugima. Došao je u emigraciju 1956. godine. Zbog toga je u dijelu HSS-ovskih krugova u emigraciji budilo sumnju da ne surađuje li možda s režimom, jer u to vrijeme bilo je poznato da državni neprijatelji nisu smjeli raditi na takvim projektima. Sumnje su išle dotle da su sumnjali da je radio za Udbu. Iz emigracije su dokazali da je u ono vrijeme nekoliko puta posjetio Hrvatsku, a poznato je da je svakoj oporbi jugoslavenskom režimu bilo nemoguće preletjeti jugoslavensku granicu. Optužbe za suradnju mogle su doći i iz infiltriranih udbaša u najpovjerljivije krugove HSS-a, po starom obavještajnom pravilu diskreditiranja najpovjerljivijih ljudi protivničkog tabora, da ih se optuži da surađuju s neprijateljem.
Kunek je živio i djelovao u Australiji. Nećak Augusta Košutića, koji je umro 1999., bio je u sprezi sa Zvonimirom Kunekom. U HSS-u su sumnjali na tog nećaka da je dvojbena ličnost, a za Kuneka da je prisvojio Krnjevićev arhiv, prema tvrdnji Nede Prpić-Gamiršek, "živućoj enciklopediji" HSS-a, čiji je djed bio osnivač Hrvatskoga radiše, otac blizak prijatelj Vladka Mačeka, a ona sama dugogodišnja visoka stranačka aktivistica i biografkinja posljednjega prvaka HSS-a u emigraciji dr. Jurja Krnjevića te predana skupljačica njegovih iskaza. Boris Urbić i Kunek su nakon Krnjevićeve smrti uzeli čitav njegov arhiv i odbijali su ga vratiti stranci. Zvonimir Kunek je privatizirao je i svu osobnu i stranačku korespondenciju pokojnoga Krnjevića, a kuću u Londonu u kojoj je živio pokojni doktor Krnjević, Kunek je nakon njegove smrti kupio pod neobičnim uvjetima i prisvojio sve stvari koje su u njoj bile. U nestaloj dokumentaciji bilo je dokumenata o pokušajima pomirenja ustaša i partizana te stvaranja savezničke hrvatske vojske od ustaša, partizana i domobrana.
Zvonimir Kunek i njemu slični pretendirali su voditi HSS. S Tuđmanom su se sastajali još 1987. i 1988. godine u emigraciji i pomagali mu u političkom i podzemnom razbijanju HSS-a uoči 
prvih višestranačkih izbora. HSS je tada Tuđmanu bio glavna "opasnost" prije preuzimanja vlasti.
1990-ih je često putovao i živio na relaciji između Londona i Australije, a nitko iz emigracije nije znao otkuda mu novac, što je budilo sumnju kod dijela bivših hrvatskih emigranata.
Godine 2002. objavio je knjižicu Patnje Hrvata: Za sjećanje na 50. obljetnicu uhićenja veće skupine pristaša HSS po komunističkom režimu u mjesecu veljači 1946. godine.
Kunek je živio u Australiji, u Box Hillu, Victoria.

## Vanjske poveznice
- Portal Hrvatskoga kulturnog vijeća Izdvojeno \ Vaši prilozi \ Kunek, Ante